# Makoto (Street Fighter)
Makoto là một nhân vật trong loạt trò chơi đối kháng nổi tiếng Street Fighter của Capcom. Cô là một võ sĩ đến từ vùng Tosa và là một bậc thầy karate của Nhật Bản. Makoto xuất hiện lần đầu trong Street Fighter III 3rd Strike và còn xuất hiện trong Super Street Fighter IV. Ban đầu, Makoto được cho là em gái của Ryu.
Từ khi xuất hiện lần đầu trong 3rd Strike, Makoto đã nhận được nhiều sự yêu thích từ khán giả, được miêu tả là "sở thích của người hâm mộ" bởi G4TV.

## Thiết kế
Makoto được thiết kế là một nhân vật nữ giống con trai. Trong 3rd Strike, cô mặc một bộ dougi màu trắng và đeo dải băng hachimaki màu vàng trên cổ để, mục đích là để nhấn mạnh của những pha ra đòn của cô. Cô được những người chơi cho là em gái của Ryu, vì sự giống nhau về đồng phục.
Giọng nói của Makoto được đặc trưng bởi giọng địa phương Tosa. Để có được điều này, nhóm phát triển đã phải thuê một chuyên gia tiếng địa phương này để giám sát quá trình thu âm giọng nói. Vì vậy, giọng của cô là phần ghi âm khó nhất trong tất cả các nhân vật trong Super Street Fighter IV.

## Xuất hiện
Makoto là một bậc thầy karate xuất thân từ tỉnh Tosa, Nhật Bản. Cô xuất hiện lần đầu trong Street Fighter III: 3rd Strike và sau này còn góp mặt trong Super Street Fighter IV.

## Đánh giá
Từ khi xuất hiện trong 3rd Strike, Makoto đã nhận được nhiều đánh giá tích cực. G4TV miêu tả cô là "sở thích của những người hâm mộ". Giám đốc Cộng đồng Seth Killian của Capcom đã gọi cô là "nhân vật ưa thích" của mình.
IGN xếp Makoto ở vị trí 23 trong "top 25 nhân vật Street Fighter". Paul Furfari của UGO Networks chọn Makoto là một trong 50 nhân vật tốt nhất của Street Fighter, cho rằng nhân vật này dù đi không nhanh nhưng chạy lại rất nhanh và còn nói thêm, là "một trong số ít nhân vật của Street Fighter III mà không bị quên lãng".